# Musica è
Musica è è il quarto album del cantautore italiano Eros Ramazzotti, pubblicato nella primavera del 1988.
Il disco è arrivato alla seconda posizione tra i più venduti in Italia e Svizzera, in quarta in Germania (rimanendo in classifica per 41 settimane), in quinta nei Paesi Bassi (rimanendo in classifica per 53 settimane) ed in decima in Austria.

## Tracce
Versione con 5 tracce 
LP (DDD 461181 1) 
CD (DDD ZD 74503)
1. Musica è - 11:00
2. Ti sposerò perché - 4:02
3. In segno d'amicizia - 3:53
4. Solo con te - 5:04
5. Uno di noi - 3:51

Versione con 8 tracce 
CD Europa (DDD 259174)
1. Musica è - 11:00
2. La luce buona delle stelle (remix) - 4:47
3. Ti sposerò perché - 4:02
4. In segno d'amicizia - 3:53
5. Solo con te - 5:04
6. Uno di noi - 3:51
7. Voglio volare - 4:02 (feat. Aida Cooper)
8. Occhi di speranza (remix) - 3:16

## Formazione
- Eros Ramazzotti – voce, cori, chitarra
- Stuart Elliott – batteria
- Mo Foster – basso
- Paolo Gianolio – chitarra acustica ed elettrica, basso
- Serse May – tastiera, programmazione, sintetizzatore
- Celso Valli – pianoforte e tastiera
- Jacopo Jacopetti – sax
- Felicia Bongiovanni, Maurizio Cei, Elda Mescoli, Gabriele Balducci, Lella Esposito, Piero Cassano, Betty Maineri, Moreno Ferrara, Silvio Pozzoli – cori

## Classifiche

### Classifiche settimanali
| Classifica (1988) | Posizione massima |
| ----------------- | ----------------- |
| Austria           | 10                |
| Europa            | 7                 |
| Germania          | 4                 |
| Italia            | 1                 |
| Paesi Bassi       | 5                 |
| Spagna            | 2                 |
| Svizzera          | 2                 |
| Classifica (2009) | Posizione massima |
| Italia            | 98                |

### Classifiche di fine anno
| Classifica (1988) | Posizione |
| ----------------- | --------- |
| Europa            | 30        |
| Germania          | 19        |
| Italia            | 13        |
| Svizzera          | 16        |
| Classifica (1989) | Posizione |
| Germania          | 69        |
| Paesi Bassi       | 14        |